# Lima Challenger 1997
Il Lima Challenger 1997 è stato un torneo di tennis facente parte della categoria ATP Challenger Series nell'ambito dell'ATP Challenger Series 1997. Il torneo si è giocato a Lima in Perù dal 6 al 12 ottobre 1997 su campi in terra rossa.

## Vincitori

### Singolare
Tomas Nydahl ha battuto in finale  Oliver Gross con il punteggio di 4–6, 6–0, 6–4.

### Doppio
Mariano Hood /  Sebastián Prieto hanno battuto in finale  Kris Goossens /  Jimy Szymanski con il punteggio di 6–2, 6–1.